# Roth von Schreckenstein

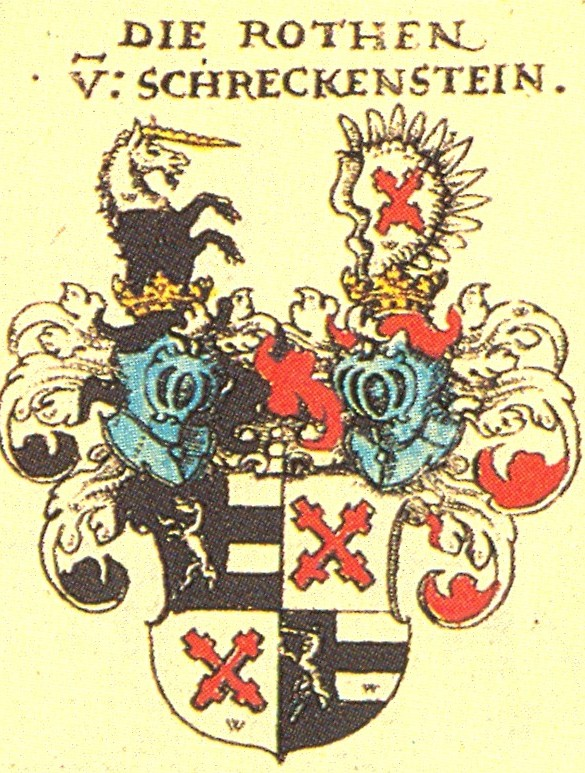
Wappen des Geschlechts Roth von Schreckenstein aus Siebmachers Wappenbuch

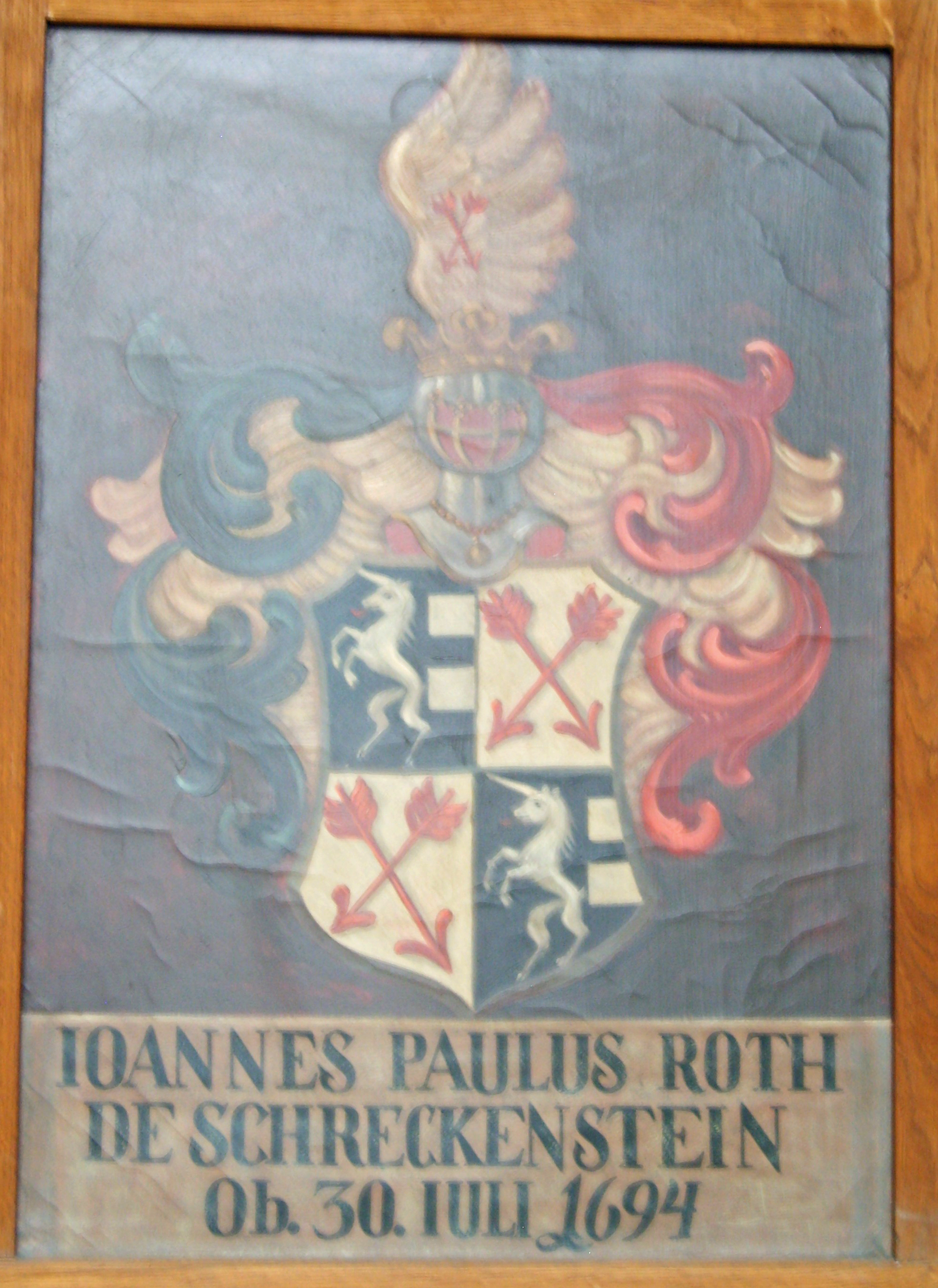
Wappen aus dem Kreuzgang des Konstanzer Münsters

Roth von Schreckenstein, auch Rot von Schreckenstein, ist der Name eines alten, ursprünglich aus Ulm stammenden Patriziergeschlechts.

## Geschichte
Die Roth gehörten zu den bedeutendsten Stadtadelsgeschlechtern in der freien Reichsstadt Ulm. Als einer der ersten nachweisbaren Angehörigen erscheint im Jahre 1237 Bertholdus Rufus minister (Ammann) als Ministeriale der Grafen von Dillingen urkundlich. 1287 wird erstmals Otto der Roete mit der deutschen Namensform in einer Urkunde erwähnt. Mitglieder der Familie wurden Bürgermeister, Richter und saßen im Rat der Stadt. Sie besaßen großen Grundbesitz in und um Ulm und betrieben unter anderen erfolgreich Handel mit Augsburg und Ravensburg, wo sich auch einzelne Zweige der Familie niederließen. Der Ulmer Johann Roth war von 1482 bis 1506 Fürstbischof von Breslau.
Die verschiedenen Linien benannten sich nach ihren Besitzungen, so unter anderem Roth von Holzschwang, Roth von Hüttichsheim, Roth von Reutti und Roth von Schreckenstein. Allerdings konnten nur die Roth von Schreckenstein mit einem Zweig in Baden und Preußen bis in das 20. Jahrhundert überdauern. Ihr Stammsitz Schreckenstein erhielten die Rothen in Ulm von den Grafen von Helfenstein als Lehen. Die Burg Schreckenstein, die ab 1352 als Beiname geführt wird, ist heute noch in Bollingen lokalisierbar.
Der Begründer dieses Zweiges war Hieronymus Roth von Schreckenstein (1500–1568), der als Gegner der Reformation Ulm verließ und der Reichsritterschaft beitrat. Kaiser Karl V. bestätigte ihm 1546 und 1552 den alten Adel. Sein Sohn Hieronymus (1534–1599) erwarb im Jahre 1576 die Herrschaft Greut bei Vogt und dessen Enkel Johann Conrad Roth von Schreckenstein (1615–1692) im Jahre 1672 Immendingen sowie den Zehnt in Horgen als Mannlehen der Herren von Fürstenberg. 1684 gelangte Billafingen (heute ein Ortsteil der Gemeinde Owingen) in Familienbesitz.
Angehörige der Familie waren Mitglieder der Reichsritterschaft in den Ritterkantonen Kraichgau, Donau und Hegau-Allgäu des schwäbischen Ritterkreises und wurden in deren Matrikeln seit 1684 mit dem Freiherrentitel geführt. Eine Zeitlang wurde ihnen auch das Erbtruchsessenamt des Stifts Kempten übertragen. Im dortigen Kloster wurde Honorius Roth von Schreckenstein († 1785) zum Fürstabt gewählt.
Ludwig Roth von Schreckenstein (1789–1858) wurde 1848 preußischer Kriegsminister, trat aber schon ein halbes Jahr später nach den Wirren der Märzrevolution von seinem Amt zurück. 1853 wurde er zum General der Kavallerie und zum Kommandierenden General des VII. Armee-Korps ernannt. Für seine treuen Dienste erhielt er als einer der Ersten 1857 von König Friedrich Wilhelm IV. den Königlichen Hausorden von Hohenzollern. Karl Heinrich Roth von Schreckenstein (1823–1894), großherzoglich-badischer Kammerherr und von 1868 bis 1885 Direktor des badischen Landesarchivs in Karlsruhe, war Archivar und Historiker, der bedeutende Werke zur fränkisch-schwäbischen Landesgeschichte verfasste.
Mit dem Tod seines Sohnes Rudolf Roth von Schreckenstein 1913 erlosch die Familie im Mannesstamm.

## Wappen
Das Stammwappen ist gespalten. Vorn in schwarz ein rotbewehrtes, silbernes Einhorn und hinten von Silber und Schwarz dreimal geteilt. Auf dem Helm das Einhorn wachsend. Die Helmdecken sind schwarz-silbern.
Wappenbesserungen erlangten die Brüder Hieronymus und Augustin Rott von Schreckenstein am 10. Mai 1546 und am 29. Oktober 1552 das Gesamtgeschlecht. Bei Siebmacher erscheint ein gevierter Schild, 1 und 4 das Stammwappen, 2 und 3 in Silber zwei gekreuzte rote Äste mit je vier gestümmelten Zweigen. Der rechte Helm wie im Stammwappen, der linke Helm mit rot-silbernen Decken, ein geschlossener, mit den Ästen belegter, silberner Flug.
Das Einhorn aus dem Wappen der Familie Roth von Schreckenstein ist noch heute im Wappen von Billafingen, einem Ortsteil der Gemeinde Owingen am Bodensee, und der Gemeinde Bachhagel im schwäbischen Landkreis Dillingen an der Donau zu sehen.

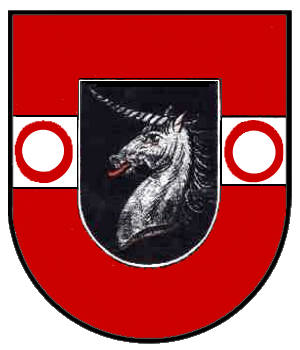
Wappen von Billafingen
Wappen von Bachhagel

## Bekannte Familienmitglieder

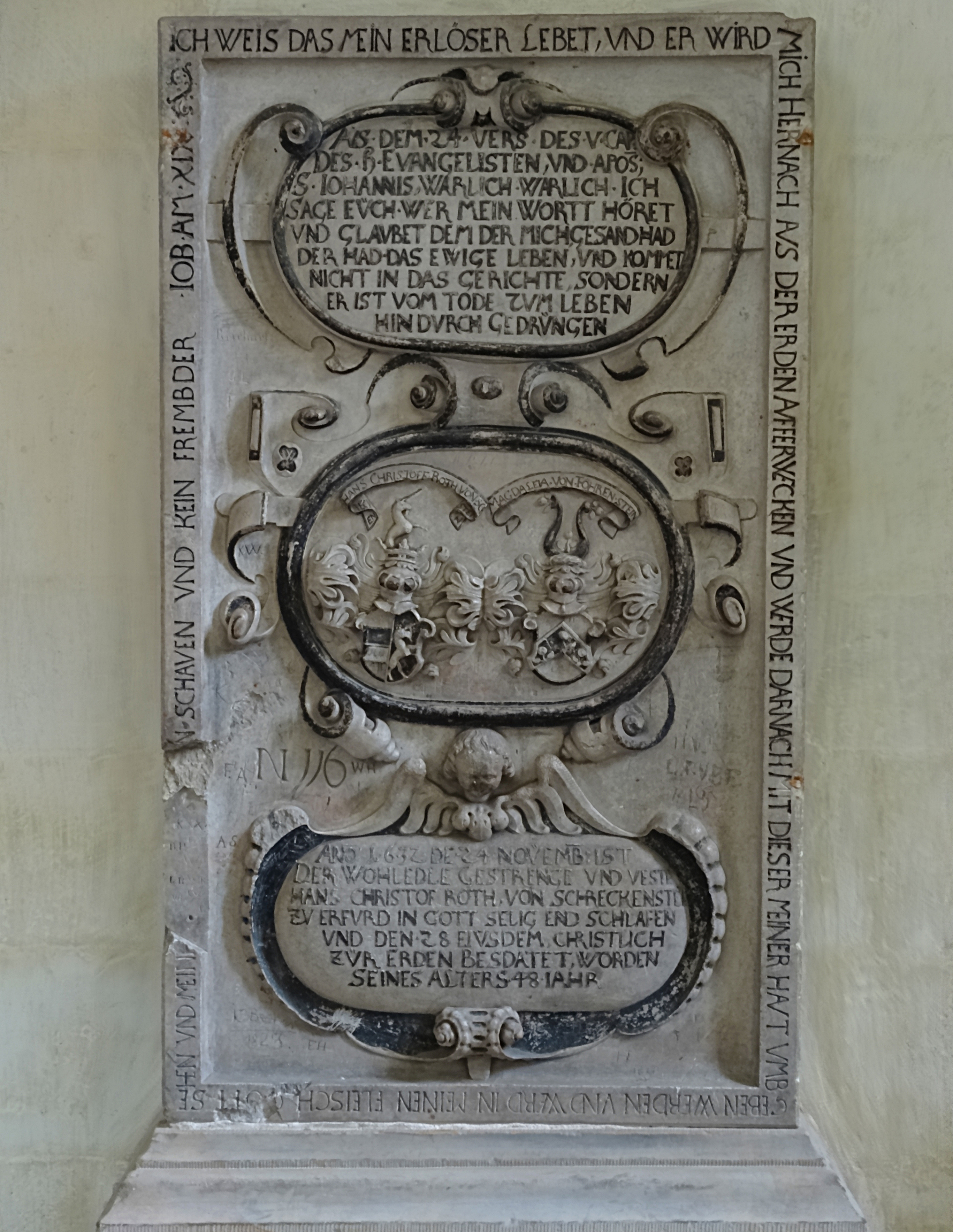
Grabplatte aus der Erfurter Predigerkirche

- Hans Christoph Roth von Schreckenstein (1584–1632), Erfurter Patrizier
- Friedrich Josef Anton von Schreckenstein (1753–1808), begründete am 19. Januar 1805 die Gesellschaft der Freunde vaterländischer Geschichte und Naturgeschichte an den Quellen der Donau, den bis heute tätigen Baarverein.
- Heinrich Karl von Schreckenstein (1756–1826), bayerischer Prälat und Regierungsbeamter
- Honorius Roth von Schreckenstein (1726–1785), Fürstabt im Fürststift Kempten 1760/85
- Karl Roth von Schreckenstein (1823–1894), Archivar, Heraldiker und Historiker
- Ludwig Roth von Schreckenstein (1789–1858), preußischer General der Kavallerie und Kriegsminister
- Maximilian Roth von Schreckenstein (1794–1862), ghzgl. bad. Kammerherr, Geheimer Rat, Hofmarschall
- Maximilian Roth von Schreckenstein (1831–1875), preußischer Oberstleutnant und Kommandeur des Rheinischen Ulanen-Regiments Nr. 7

## Weitere Literatur
- Karl Heinrich Frhr. Roth von Schreckenstein: Hieronymus Roth v. Schreckenstein, 1500–1568. Eine biographische Studie. Karlsruhe 1878.
- E. von der Becke-Klüchtzner: Stamm-Tafeln des Adels des Großherzogtums Baden. Baden-Baden 1886.